# Josh Metellus
Josh Metellus (Pembroke Pines, Florida, 21 de enero de 1998) es un jugador profesional estadounidense de fútbol americano que se desempeña en la posición de safety en Minnesota Vikings, equipo de la National Football League (NFL).

## Carrera
Fue seleccionado en la sexta ronda en la Reunión Anual de Selección de Jugadores de la NFL de 2020. Hizo su debut profesional con el equipo Minnesota Vikings, donde lleva jugando cuatro temporadas.